# Apolpium leleupi
Espèce
Apolpium leleupi est une espèce de pseudoscorpions de la famille des Hesperolpiidae.

## Distribution
Cette espèce est endémique de la province du Tungurahua en Équateur. Elle se rencontre vers Baños.

## Publication originale
- Beier, 1977 : Pseudoscorpionidea. Mission Zoologique Belge aux îles Galapagos et en Ecuador (N. et J. Leleup, 1964-1965), Bruxelles, p. 93-112.